# Araya A. Hargate
Araya A. Hargate (tiếng Thái: อารยา เอ ฮาร์เก็ต; sinh ngày 28 tháng 06 năm 1981 tại Bangkok, Thái Lan) hoặc Araya Alberta Hargate (อารยา อัลเบอร์ตา ฮาร์เก็ต), nghệ danh Chompoo (ชมพู่; RTGS: Chomphu), là diễn viên, người mẫu, Fashionista, dẫn chương trình Thái Lan. Cô được biết đến qua phim truyền hình Thủ đoạn tình trường, Hôn nhân nồng nhiệt, Cuộc chiến với nhân tình, Vườn dâu tây tình yêu, Người chồng giả danh đáng yêu, Cát rực lửa, Series Thần mai mối. Hiện cô đầu quân cho đài Channel 3 (CH3) Thái Lan. Cô cũng được coi là một trong những người nổi tiếng tại Châu Á nổi bật tham dự thảm đỏ tại Liên hoan phim Cannes và tuần lễ thời trang quốc tế. Cô cũng là một trong những siêu sao Thái Lan có lượng theo dõi MXH cao nhất.
Cô còn được biết đến qua cộng đồng mạng Việt Nam khi đóng MV ca nhạc Thái Lan được lồng ghép qua ca khúc Việt Nam: Lắng nghe nước mắt của Mr.Siro.

## Tiểu sử
Chompoo tên thật là Araya Alberta Hargate, sinh ngày 28 tháng 6 năm 1981, bố cô là người Anh, mẹ cô là người Thái-Lào. Với thân hình chuẩn 1m70, làn da trắng không tì vết, khuôn mặt như thiên thần cùng nụ cười kẹo ngọt, Chompoo luôn được mọi người trầm trồ ngưỡng mộ vẻ đẹp của mình. Năm 17 tuổi, Araya được phát hiện sau khi tham gia Misens Motor Show Contest và trở nên nổi tiếng từ đó. Đó cũng là quãng thời gian khi cô là thành viên của nhóm Girl Power – một nhóm thể thao mà Araya là người đóng vai trò chủ đạo.
Araya tốt nghiệp trường Kanmanee, sau đó theo học tại trường cấp ba Badindecha. Tuổi niên thiếu của cô chủ yếu trải qua tại các phim trường nơi cô tham gia diễn xuất. Dẫu bận rộn với việc quay phim từ khi còn ngồi trên ghế nhà trường nhưng cô vẫn tới được cánh cổng trường đại học và có được bằng cử nhân tiếng Anh tại trường đại học Rangsit.
Ngày nay, Araya được biết đến nhiều hơn với biệt danh Chompoo mang ý nghĩa là "màu hồng" trong tiếng Thái. Đây cũng là màu sắc Araya yêu thích. Là một diễn viên xinh đẹp, duyên dáng và thanh lịch, Araya luôn được ca ngợi như ngọc nữ trên màn ảnh Thái Lan. Những bạn diễn người Thái quen thuộc của cô đều là các mỹ nam như Chatchai Plengpanich hay Lalita Panyopas.
Bộ phim điện ảnh làm nên tên tuổi của Araya là Morlum Summer, trong đó cô đóng vai chính Anny. Bên cạnh sự nghiệp diễn xuất, cô này còn là một người mẫu kiêm ca sĩ xuất hiện trong nhiều MV ca nhạc. Các khán giả châu Á đều mê mẩn nhan sắc của cô qua những clip quảng cáo của Thái Lan bởi làn da mịn màng tươi trẻ đầy sức sống.
Araya còn được biết đến là một fashionista, người có gu thời trang tinh tế và được gọi là nữ hoàng thời trang cao cấp tại Thái Lan. Cô còn là khách mời thường xuyên của những tuần lễ thời trang quốc tế và tại LHP Cannes, nơi cô thu hút sự chú ý bởi phong cách ấn tượng và tinh tế khi khoác lên mình nhiều thương hiệu nổi tiếng như Channel, Burberry, Dior, Zac Posen hay Ashi Studio Couture… Cô còn than gia đóng TVC quảng cáo mới đây là Downy cũng phát sóng tại Việt Nam.
Tính đến hiện tại, cô đã có trong tay bộ sưu tầm hơn 50 giải thưởng, điển hình là giải Nữ diễn viên gợi cảm nhất tại Thái Lan từ năm 2007 đến 2010, giải W Style, giải ngôi sao Siam Dara và các giải thưởng Nữ diễn viên xuất sắc nhất.
Cô còn tham gia các MV ca nhạc nhưng tên tuổi cô thực sự qua MV Thái được cộng đồng mạng làm fanmade cho ca khúc Việt Nam Lắng nghe nước mắt của Mr.Siro. Mượn phần hình ảnh từ một MV ca nhạc của Thái Lan ghép với lời ca khúc Lắng nghe nước mắt, đoạn clip cùng tên đã gây xúc động với cư dân mạng bởi câu chuyện tình cảm đau buồn và đẫm nước mắt. Nam chính (do Pope Tanawat Wattanaputi đóng) vào vai bị mắc một căn bệnh hiểm nghèo, khi biết mình bị bệnh đã quyết định giấu người yêu. Nhân vật nữ (do cô thủ vai) thấy người yêu đôi lần lạnh nhạt đã tỏ ra giận hờn, thậm chí vô tâm trước những biểu hiện bệnh của chàng trai. Không những vậy, cô sa đà bản thân vào những cuộc vui chơi với rượu, bia và cả bạo lực. Mỗi lần về nhà trong tình trạng say khướt, người yêu cô vẫn luôn hết lòng chăm sóc cô. Mãi đến khi phát hiện ra bệnh tình của người yêu, cô mới hối hận vì những ngày tháng bỏ quên và phớt lờ anh, nhưng lúc này đã quá muộn bởi người yêu cô đã ra đi trong cơn bạo bệnh. Bên cạnh nội dung đầy cảm động hệt như phim tình cảm Hàn Quốc, đoạn clip gây ấn tượng với cặp đôi diễn viên chính xinh đep, cuốn hút. Không những vậy, sự diễn xuất tự nhiên của dàn diễn viên đã làm người xem như đồng cảm và nghẹn ngào trong của các nhân vật. Tuy nhiên phải đến khi MV về câu chuyện tình yêu xúc động được cư dân mạng "khai quật", Chompoo Araya mới thực sự khiến cộng đồng mạng "phát cuồng". Rất nhiều người đã tìm lại các bức ảnh cũng như profile của cô để ngắm nhan sắc hút hồn của cô. Chompoo được yêu thích qua nhiều vai diễn đáng chú ý trong các phim như "Khun Samee Karmalor Tee Rak", "Kon Ruk Strawberry", "Mia Taeng".
Cô là một trong những ngôi sao hàng đầu Thái Lan khi trang Instagram của cô lên đến hiện tại (T8/2020) là 10 triệu lượt theo dõi cao thứ ba sau nữ diễn viên Patcharapa Chaichua, Davika Hoorne.

## Đời tư
Ngày 06/05/2015, cô kết hôn với Nott Witsarut - 39 tuổi đã diễn ra ở Bangkok, Thái Lan. Chú rể là người thừa kế giàu có của một công ty lớn nên anh không ngại ngần chi nhiều tiền, chuẩn bị lễ vật cầu kỳ, hoành tráng làm quà tặng cho cô dâu xinh đẹp. Theo tờ BangkokPost, trong buổi sáng ngày đính hôn, chú rể cùng khoảng 30 thành viên gia đình tới khách sạn cử hành nghi thức bằng 15 chiếc xe sang Mercedes S300. Trong đó có 10 chiếc xe để đầy chở lễ vật.
Lễ vật chú rể Nott Witsarut dành tặng người đẹp Chompoo gồm trang sức, quyền sở hữu khu đất giá trị, vàng và tiền mặt. Trong đó Nott đặc biệt chuẩn bị chiếc nhẫn 8 carat và đôi khuyên tai 14 carat để đeo cho cô dâu trong buổi lễ đính hôn. Giá trị các quà tặng này được ước tính khoảng 108 triệu baht (tương đương hơn 69 tỷ đồng).
Cặp đôi này còn khiến các fan ngưỡng mộ bởi họ đã gắn bó bên nhau suốt 6 năm. Cả hai đồng hành với nhau, chia sẻ nhiều khoảnh khắc lãng mạn. Chompoo từng chia sẻ về tình yêu của mình trên truyền thông Thái Lan: "Tôi là người rất muốn chăm chút tới tình yêu. Tôi muốn trở thành bạn gái tuyệt vời nhất, nhưng tôi không thể trở thành bà nội trợ vì tôi không biết nấu ăn! Khi tôi bắt đầu quen biết Nott, tôi coi anh ấy là bạn. Nhưng dần dần chúng tôi thân thiết. Tới một ngày, anh ấy được phỏng vấn và anh ấy trở lời báo chí rằng, anh ấy là bạn trai của tôi. Lúc đó tôi thực sự suy nghĩ về mối quan hệ của chúng tôi. Vì tình yêu với tôi không phải là điều gì đơn giản, hời hợt. Tôi yêu anh ấy. Tôi rất quan tâm tới Nott đặc biệt là khi anh ấy mệt mỏi. Khi anh ấy bận rộn hay mệt mỏi tôi sẽ ở bên cạnh anh ấy".
Ngày 07/09/2017, cô hạ sinh hai bé trai sinh đôi lần lượt đặt tên là Saifah Rangsisingpipat và Bhayu Rangsisingpipat, tên gọi ở nhà là Thunder và Storm. Ngày 30/03/2022, cô hạ sinh thêm bé gái tên Abigail.

## Các bộ phim đã từng tham gia

### Dẫn chương trình
- 3 Zaap

### Phim điện ảnh
| Năm  | Phim                        | Tên tiếng Việt              | Vai              | Đóng với                                     |
| ---- | --------------------------- | --------------------------- | ---------------- | -------------------------------------------- |
| 2010 | Saranae Siblor              | Chiếc xe mười bánh vui vẻ   | Dao              | Mario Maurer                                 |
| 2012 | Crazy Crying Lady           | Nàng hô mít ướt             | Madame Ho        | Theeradej Methawarayuth                      |
| 2016 | I Love You Too              | Xin lỗi, chế muốn hai chồng | Vivian           | Pakorn Chatborirak & Theeradej Methawarayuth |
| 2019 | Diary of Tootsies The Movie | Thế thân bá đạo             | Chae Nam / Cathy |                                              |
| 2023 | Long, Live, Love            | Trăm năm hạnh phúc          | Meta             | Sunny Suwanmethanon                          |

### Phim truyền hình
| Năm  | Phim                                   | Tên tiếng Việt                          | Vai                                            | Đóng với                                                 | Đài |
| ---- | -------------------------------------- | --------------------------------------- | ---------------------------------------------- | -------------------------------------------------------- | --- |
| 1998 | Marnya Risaya                          | Lưới tình Catwalk (bản gốc)             | Người mẫu                                      | (khách mời)                                              | CH5 |
| 1999 | Pleng Prai                             |                                         | Ployngam                                       | Swiss Petvisetsiri                                       | CH7 |
| 2000 | Sawatdee Khun Pu Fung                  |                                         | Jirawat Demond (Gigi)                          |                                                          | CH7 |
| 2000 | Look Mai Klai Ton                      | Hậu sinh khả úy (bản gốc)               | Sasikan Bintornwachara (Sasi)                  | Wichaya Jaarujindaa                                      | CH7 |
| 2000 | Rai Dieng Sa                           |                                         | Linen Chanthananan (Ja)                        | Swiss Petvisetsiri                                       | CH7 |
| 2001 | Mae Mod Jao Sa Nae                     |                                         | Naripop (Tammy)                                | Ummarin Simaroj                                          | CH7 |
| 2001 | Hua Jai Nai Soon Ya Kard               |                                         | Kleenat (Fa)                                   | Veraparb Suparbpaiboon                                   | CH7 |
| 2001 | รักของฟ้า                                |                                         | รับเชิญ                                          |                                                          | CH7 |
| 2002 | Tarm Ruk Tarm Lah                      |                                         | Alisa Nanakorn                                 | Patson Sarintu                                           | CH7 |
| 2002 | Wang Duay Jai Pai Duay Fun             |                                         | Waewdao                                        |                                                          | CH7 |
| 2003 | Morlum Summer                          |                                         | Annie                                          | Nattawut Skidjai                                         | CH7 |
| 2003 | Kaew Ta Warn Jai                       | Trái tim thủy tinh (bản gốc)            | Wanayawas Asavaruangrit (Kaiwarn)              | Panu Suwanno                                             | CH7 |
| 2003 | Benja Keta Kwarm Ruk                   |                                         | พิธีกรรายการ เส้นทางบันเทิง                         |                                                          | CH7 |
| 2004 | Fai Nai Wayu                           | Lửa tham tội lỗi (bản gốc)              | Salil (Lookwah)                                | Nattawut Skidjai                                         | CH7 |
| 2004 | Oun I Ruk                              |                                         | หวันยิหวา จาก แก้วตาหวานใจ                        |                                                          | CH7 |
| 2004 | Yod Nam Nai Tawan                      | Món nợ danh dự (bản gốc)                | Pantawan (Tawan)                               | Watcharabul Leesuwan                                     | CH7 |
| 2005 | Rahut Hua Jai                          |                                         | Wimlin Intharakun (PooKong Dao)                | Thana Suttikamul                                         | CH7 |
| 2005 | Kol Luang Ruk                          |                                         | Rasita Weerachaichai (Sita)                    | Arnus Rapanich                                           | CH7 |
| 2006 | Duang                                  |                                         | Phimphan (Pim)                                 | Nawaphong Janpenglimocha                                 | CH7 |
| 2006 | Blaew Fai Nai Fan                      |                                         | Leelawadee                                     | Anuchit Sapanpong                                        | CH7 |
| 2006 | Puen Ruk Puen Rai                      |                                         | Waetita Panichkul (Way)                        | Watcharabul Leesuwan                                     | CH7 |
| 2007 | Loke Song Bai Khong Nai Kon Diew       |                                         | Kaew                                           | Tawan Jarujinda                                          | CH7 |
| 2007 | Pee Pian Hotel                         |                                         | ป้อนข้าว                                         | Watcharabul Leesuwan                                     | CH7 |
| 2007 | Ruk Tae Zaab Lai                       |                                         | Matinee                                        | Kade Tarntup                                             | CH7 |
| 2007 | Saeng Dao Hang Hua Jai                 | Tia sáng tình yêu                       | Napasorn                                       | Patiparn Pataweekarn                                     | CH7 |
| 2008 | Dao Puen Din                           |                                         | Rinladaa                                       | Asanai Tientong                                          | CH7 |
| 2009 | Plerng Prai                            |                                         | เดือน                                           | Nattapol Leeyawanich                                     | CH3 |
| 2009 | Fai Shone Sang                         | Tình yêu tỏa sáng                       | Tianwan / Wantakarn                            | Warintorn Panhakarn & Chartayodom Hiranyatithi           | CH3 |
| 2010 | Wiwa Wah Woon                          | Cuộc chiến hôn nhân                     | Airada                                         | Theeradej Wongpuapan                                     | CH3 |
| 2011 | Rahut Torachon                         | Mật mã sát thủ                          | Matsaya                                        | Theeradej Wongpuapan                                     | CH3 |
| 2011 | Dok Som See Thong                      | Thủ đoạn tình trường                    | Raeya Wongsawet / Fah                          | Witaya Wasukraipaisan, Louis Scott, Thanawat Wattanaputi | CH3 |
| 2011 | Mia Taeng                              | Cuộc chiến với nhân tình                | Arunprapai                                     | Patchata Nampan                                          | CH3 |
| 2012 | Tom Yum Rum Shing                      | Vũ khúc tình yêu                        | Rungrawi Srila                                 | Thrisadee Sahawong                                       | CH3 |
| 2012 | Noom Ban Rai Kub Wan Ja Hai So         | Chàng trai quê và nàng tiểu thư phố thị | Nabdao                                         | Peter Corp Dyrendal                                      | CH3 |
| 2012 | Ruk Khun Tao Fah                       | Chuyện tình tiếp viên hàng không        | Khaotoo                                        | Theeradej Wongpuapan                                     | CH3 |
| 2012 | Khun Samee Karmalor Tee Rak            | Người chồng giả danh đáng yêu           | Pimmapa "Pim"                                  | Patchata Nampan                                          | CH3 |
| 2013 | Kon Ruk Strawberry                     | Vườn dâu tây tình yêu                   | Anya / Anko                                    | Theeradej Wongpuapan                                     | CH3 |
| 2014 | Sai See Plerng                         | Cát rực lửa                             | Saruta / "Sai" / Sandy                         | Shahkrit Yamnam & Nattawut Skidjai                       | CH3 |
| 2015 | Kol Kimono                             | Ma lực Kimono                           | Rindara / Myojooji                             | Phupoom Pongpanu & Thongchai McIntyre                    | CH3 |
| 2015 | Kor Pen Jaosao Suk Krung Hai Cheun Jai | Nữ phản diện đáng yêu                   | Chính mình                                     | (khách mời)                                              | CH3 |
| 2017 | Kammathep Hunsa                        | Chuyện tình nàng Hunsa                  | Waralee Pitakchan (Je Lee) (The Cupids Series) |                                                          | CH3 |
| 2017 | Kammathep Ork Suek                     | Chuyện tình nàng Horm                   | Waralee Pitakchan (Je Lee) (The Cupids Series) |                                                          | CH3 |
| 2017 | Kammathep Online                       | Hoa khôi săn tình qua mạng              | Waralee Pitakchan (Je Lee) (The Cupids Series) |                                                          | CH3 |
| 2017 | Loob Kom Kammathep                     | Thử thách tình yêu                      | Waralee Pitakchan (Je Lee) (The Cupids Series) |                                                          | CH3 |
| 2017 | Kammathep Sorn Kol                     | Nàng kẹo kéo và chàng nha sĩ            | Waralee Pitakchan (Je Lee) (The Cupids Series) |                                                          | CH3 |
| 2017 | Kammathep Jum Laeng                    | Sói bự và thỏ ngoan                     | Waralee Pitakchan (Je Lee) (The Cupids Series) |                                                          | CH3 |
| 2017 | Kamathep Prab Marn                     | Chị đại sa lưới chàng hắc ám            | Waralee Pitakchan (Je Lee) (The Cupids Series) | Theeradej Wongpuapan                                     | CH3 |
|      | Suptar 2550                            |                                         | (khách mời)                                    |                                                          | CH3 |

### Nhạc kịch
| Năm  | Vở                          | Vai          |
| ---- | --------------------------- | ------------ |
| 2005 | Lương Sơn Bá – Chúc Anh Đài | Chúc Anh Đài |
| 2012 | Reya The Musical            | Reya         |